# Andriy Vassylychin
Andriy Vassylychin (en ukrainien : Андрій Володимирович Василишин) est un homme politique et militaire ukrainien né le 24 avril 1933 et mort le 12 octobre 2023.

## Biographie
Il est diplômé en droit de l'Université nationale Taras-Chevtchenko de Kiev.
Il est ministre de l'Intérieur de l'Ukraine entre 1991 et 1994 dans le gouvernement Koutchma et dans le gouvernement Fokine, général de la Militsia (Ukraine).